# Bunny Hoest
Bunny Hoest (née Madeline Mezz en 1932) est une scénariste de bande dessinée et de dessins d'humour américaine. 

## Biographie
En 1972, elle commence à travailler pour le dessinateur Bill Hoest, qu'elle épouse l'année suivante. Rapidement, elle l'aide à écrire la plupart de ses nombreuses séries humoristiques. Au décès de celui-ci en 1988, elle poursuit l'écriture de The Lockhorns (en), Agatha Crumm (en), Laugh Parade (en), Bumper Snickers et Howard Huge (en), avec John Reiner au dessin.